# Setina flavonigropunctata
Setina flavonigropunctata är en fjärilsart som beskrevs av Anders Jahan Retzius 1783. Setina flavonigropunctata ingår i släktet Setina och familjen björnspinnare. Inga underarter finns listade i Catalogue of Life.